# Alpi Carniche

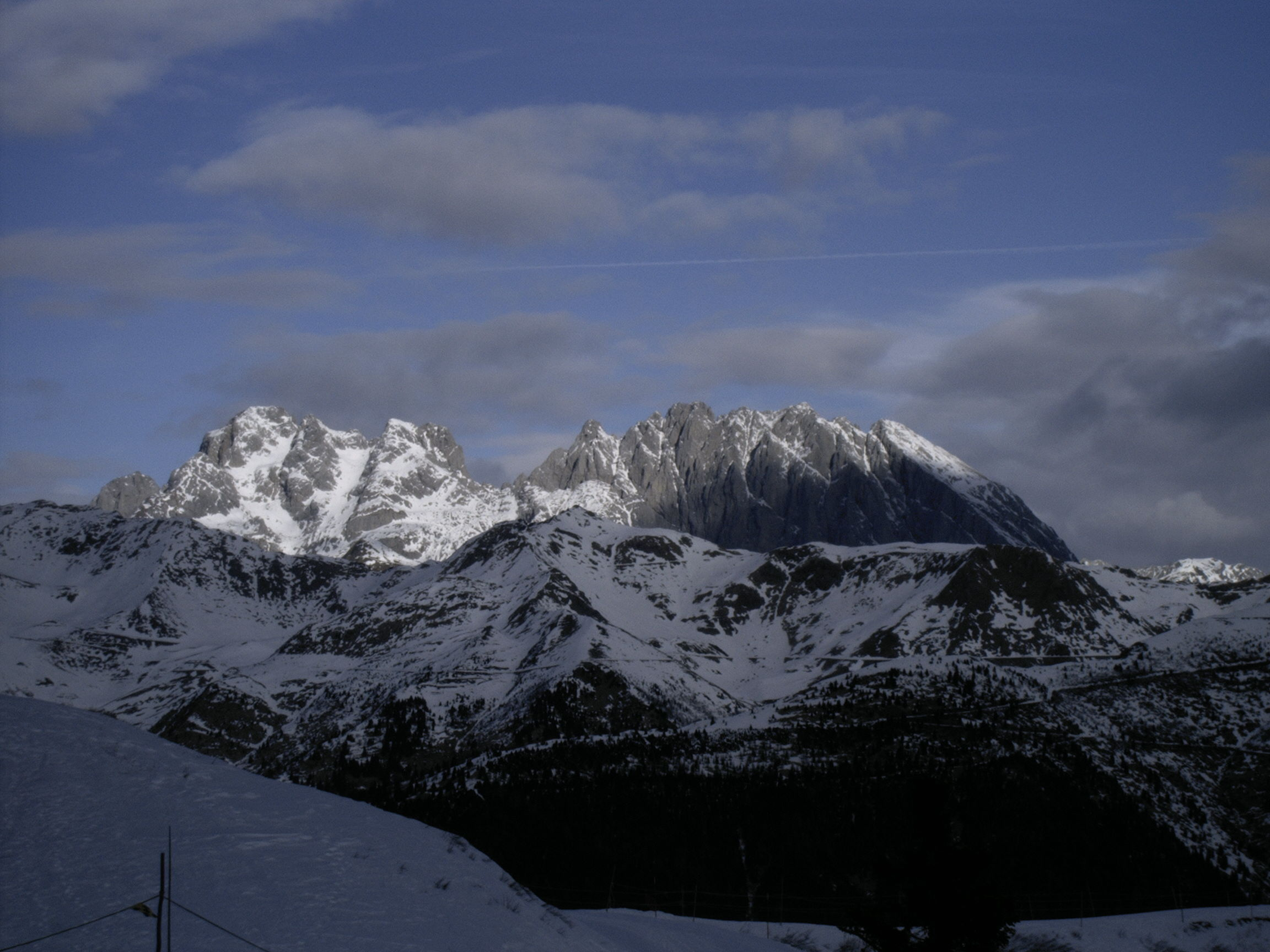
Il monte Coglians

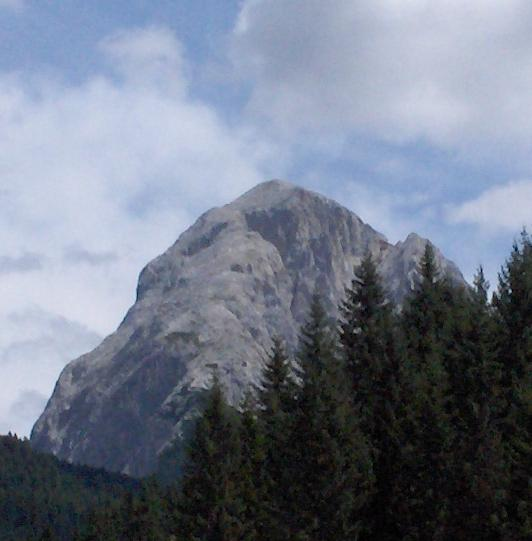
Il monte Peralba

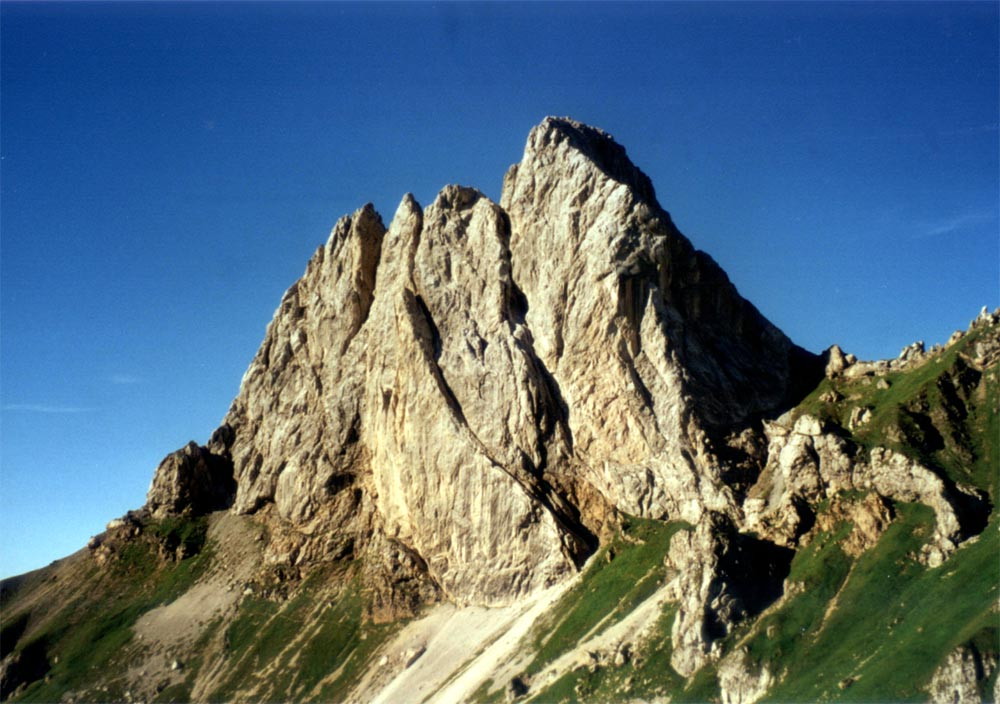
Il monte Chiadenis

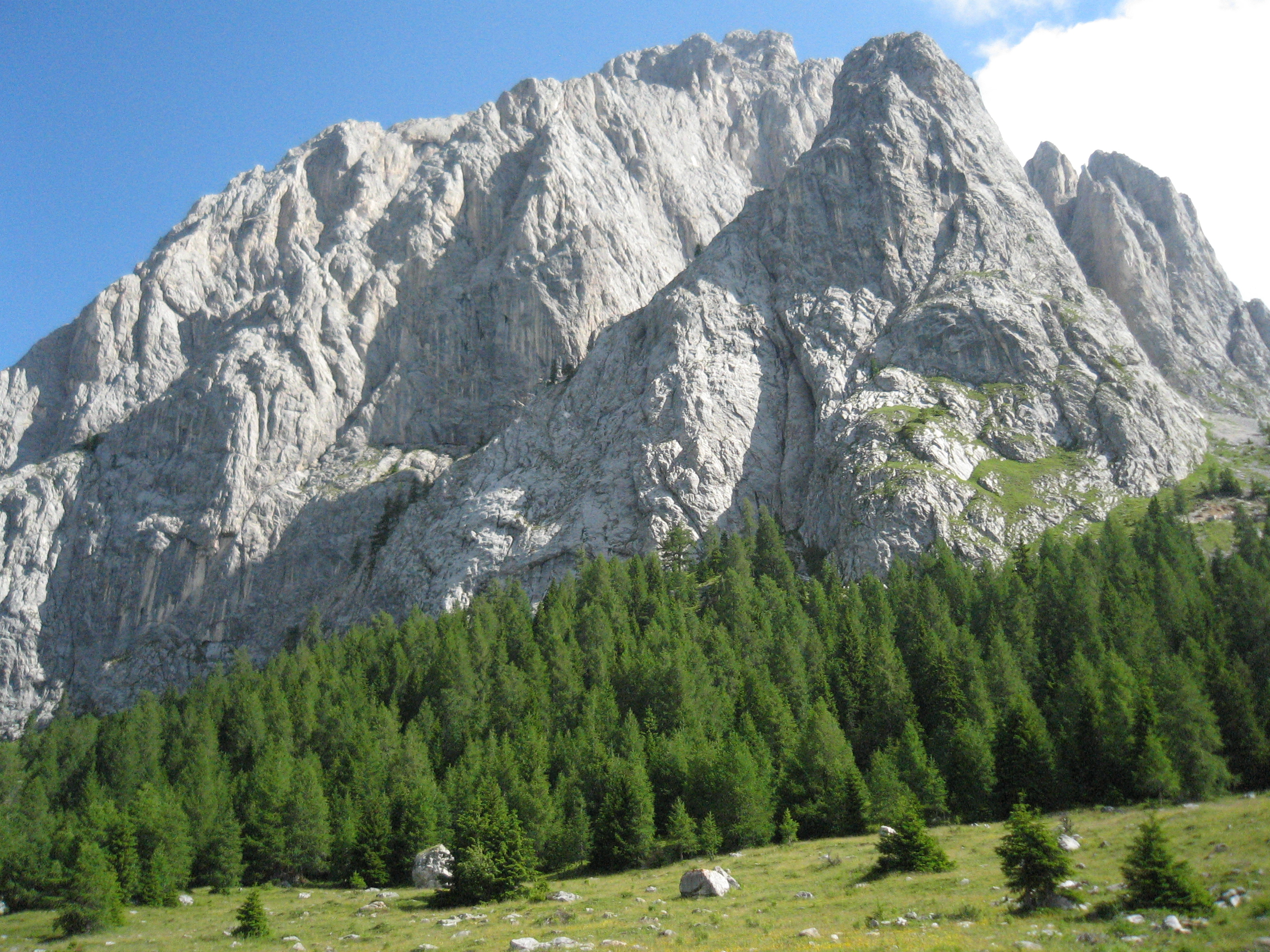
Monti di Sappada

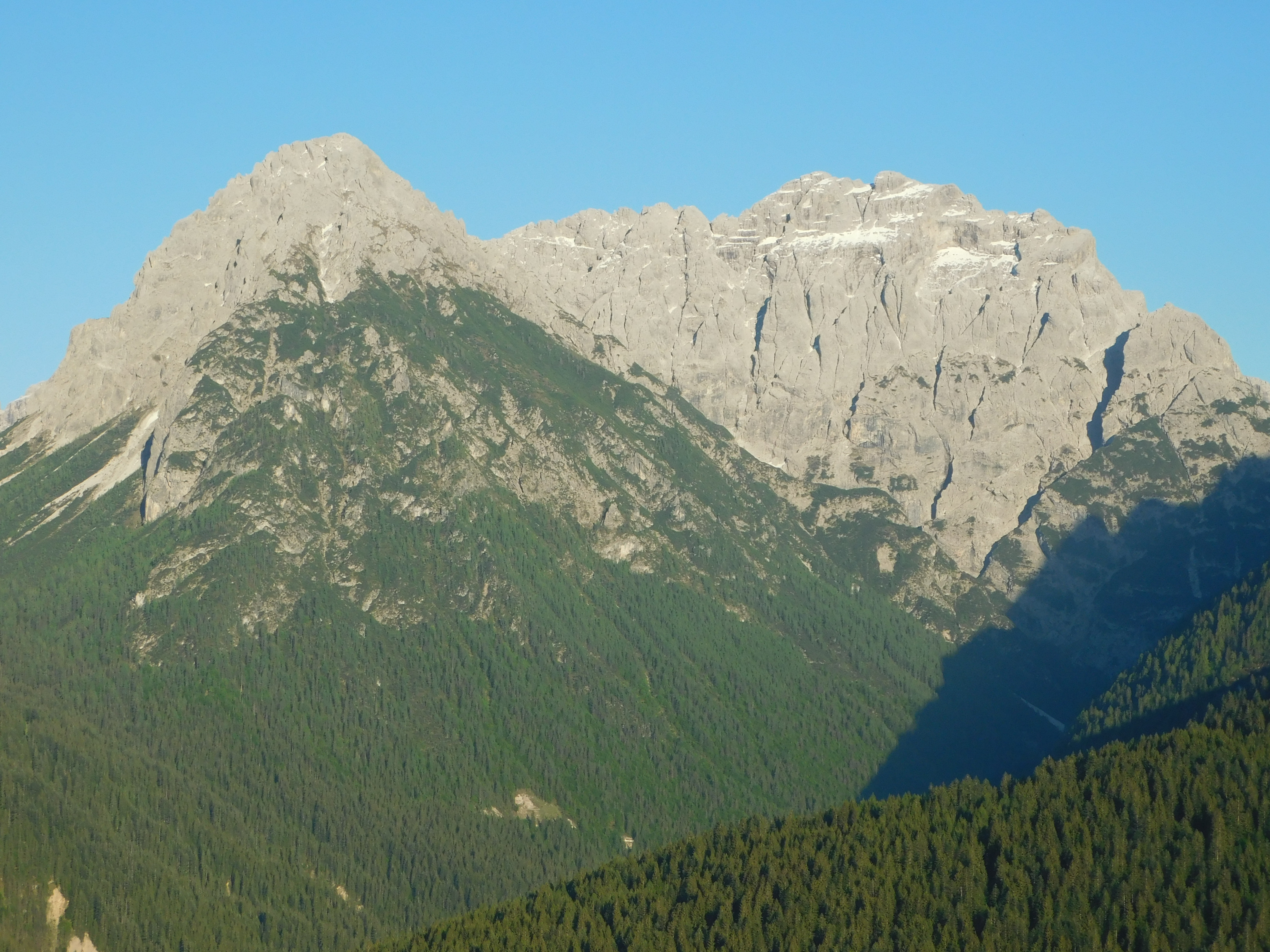
Monte Terza Grande

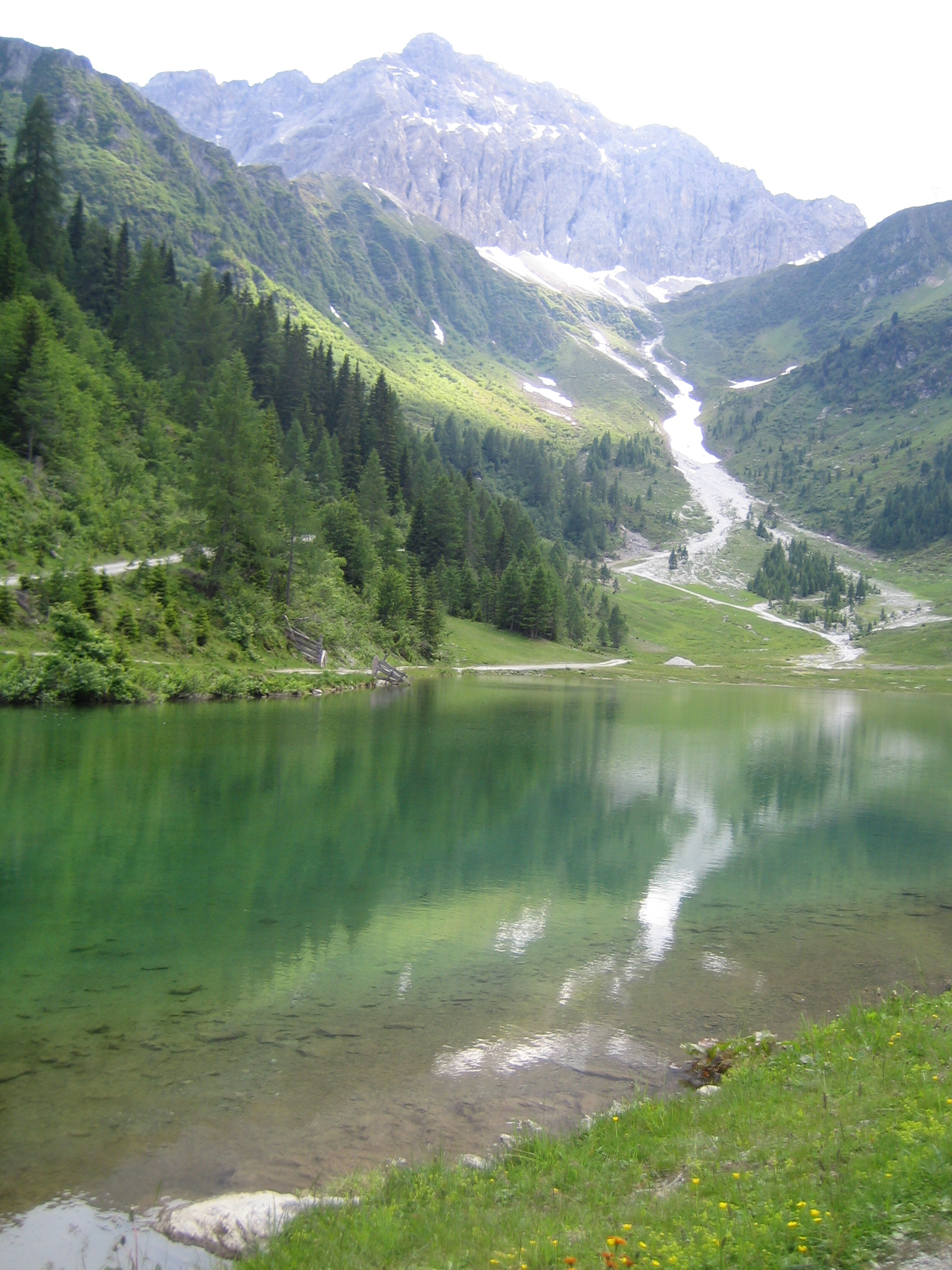
Monte Palombino

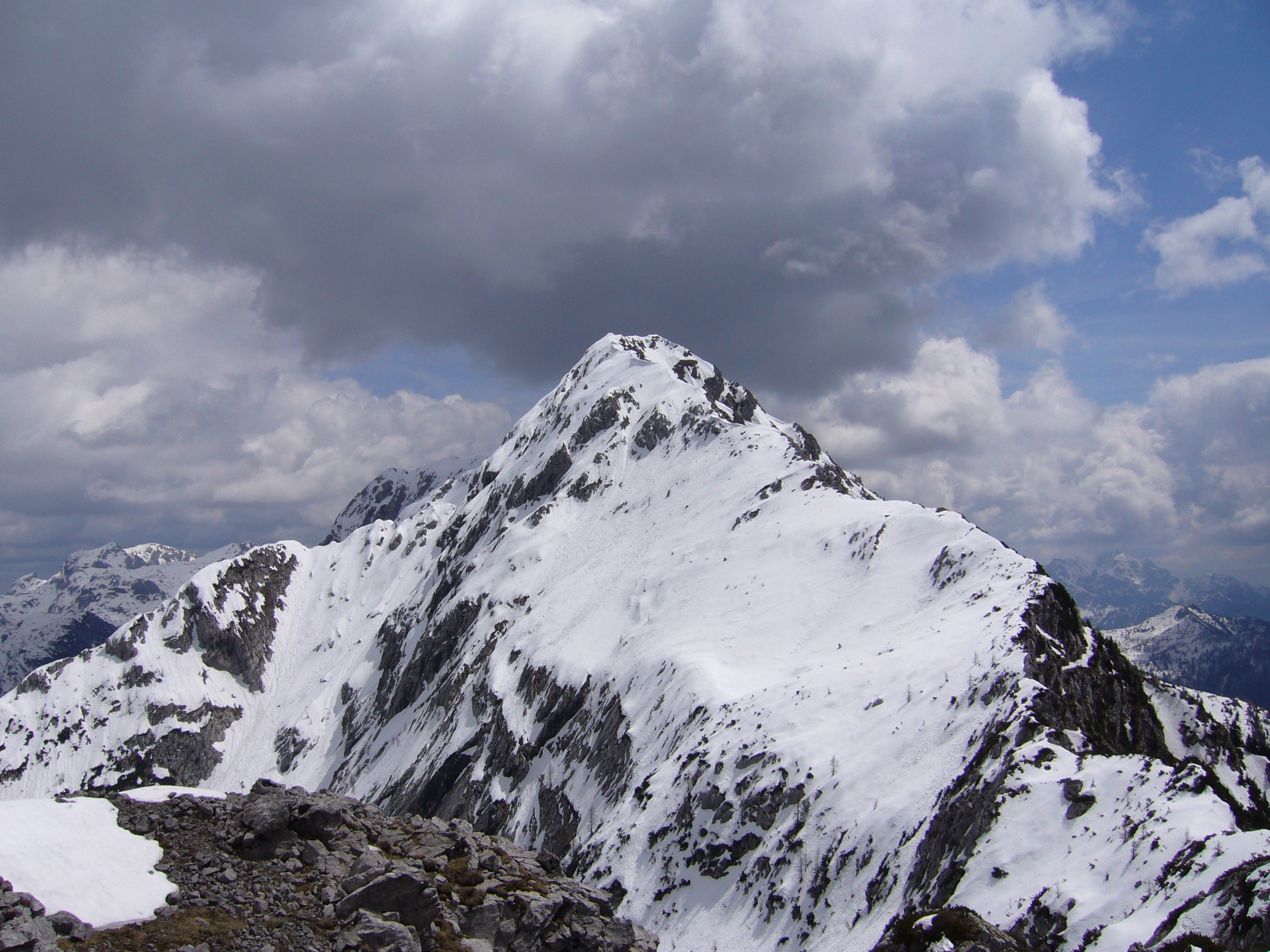
Monte Zermula

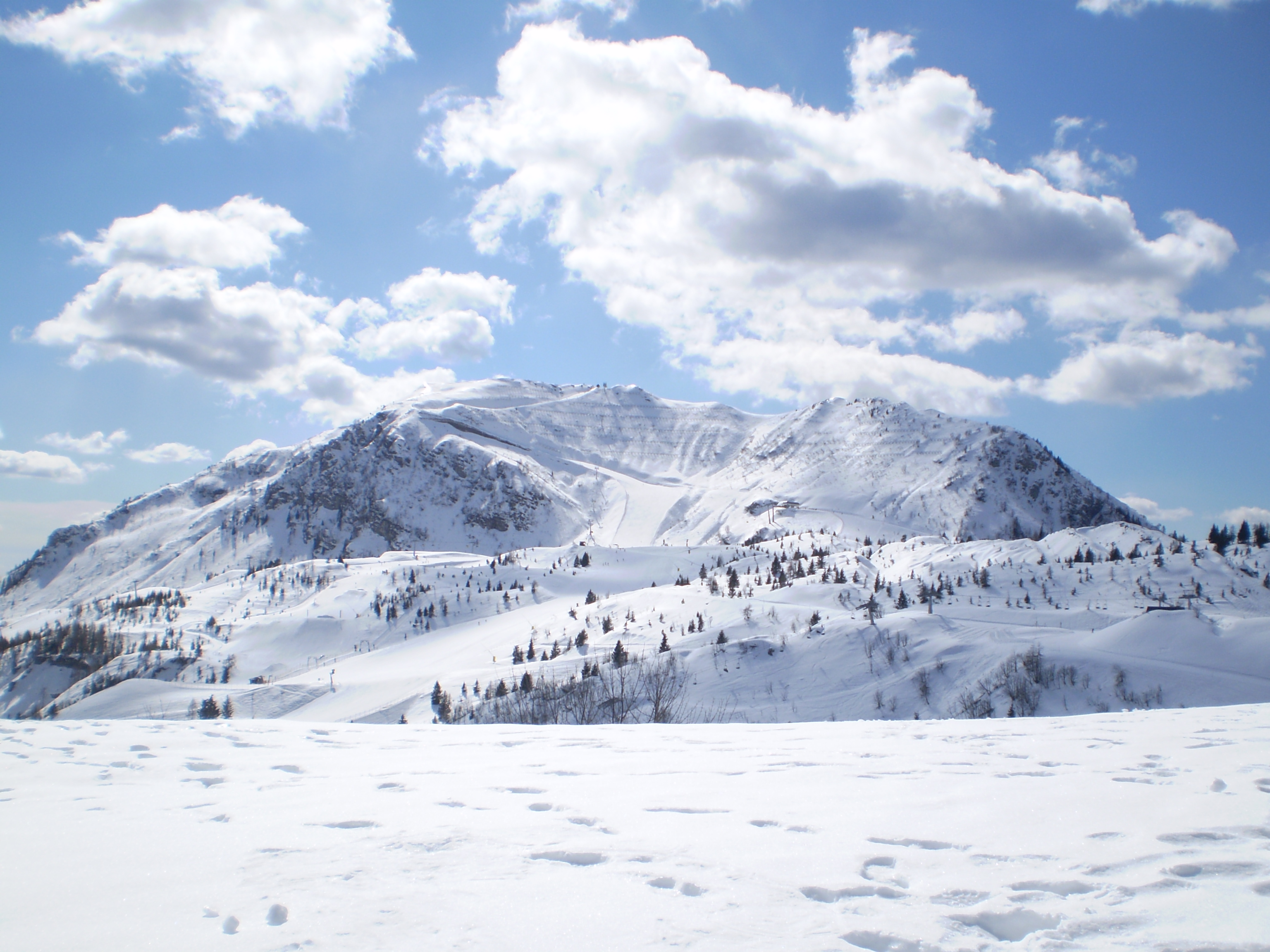
Monte Tamai

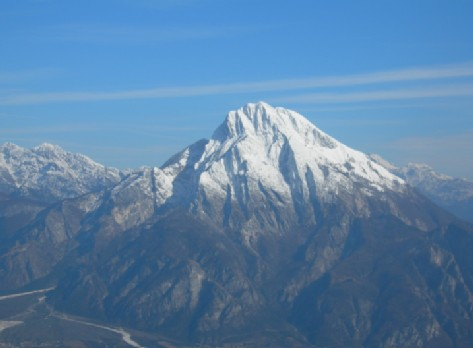
Il monte Amariana

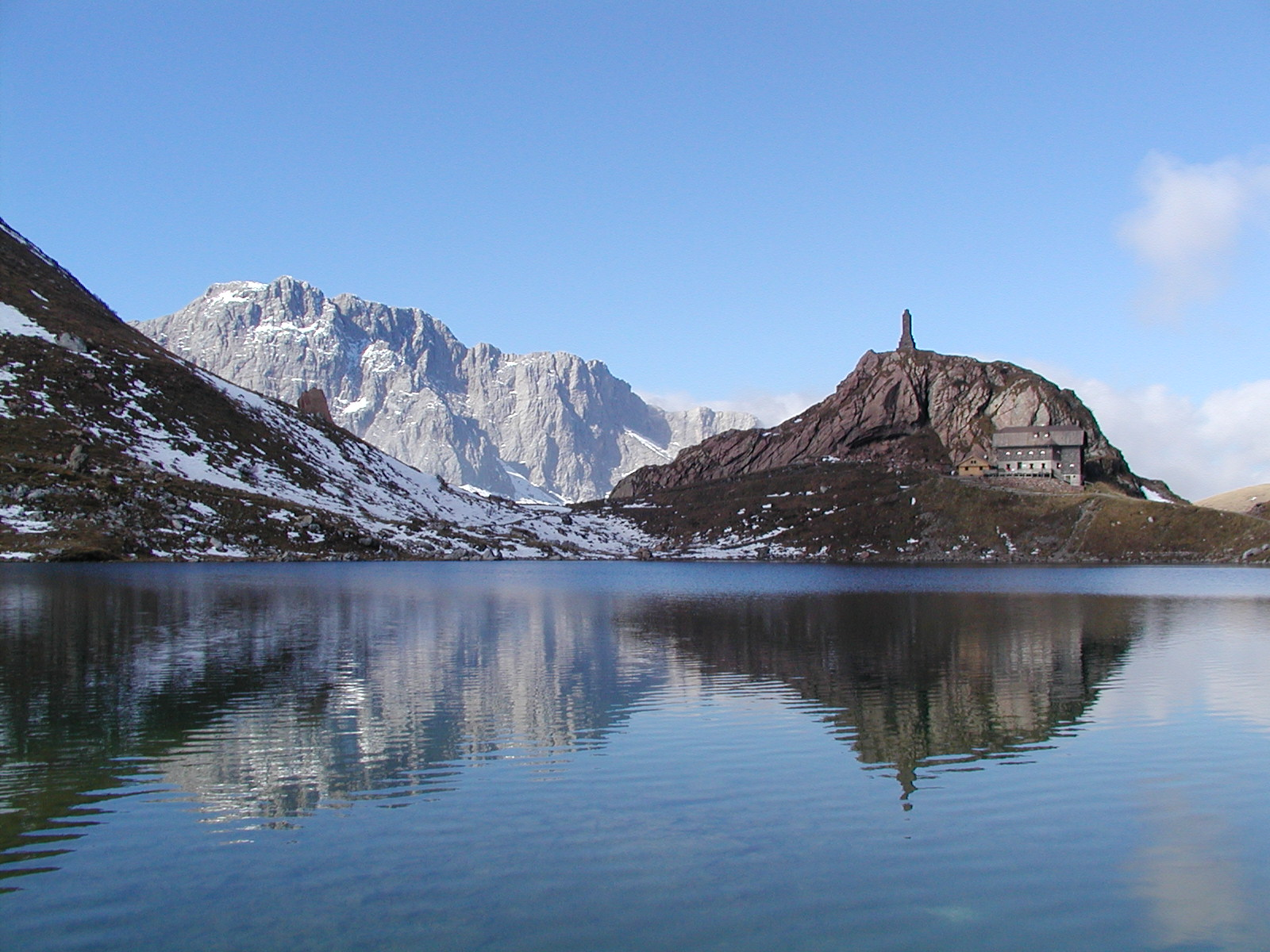
Lago Volaia

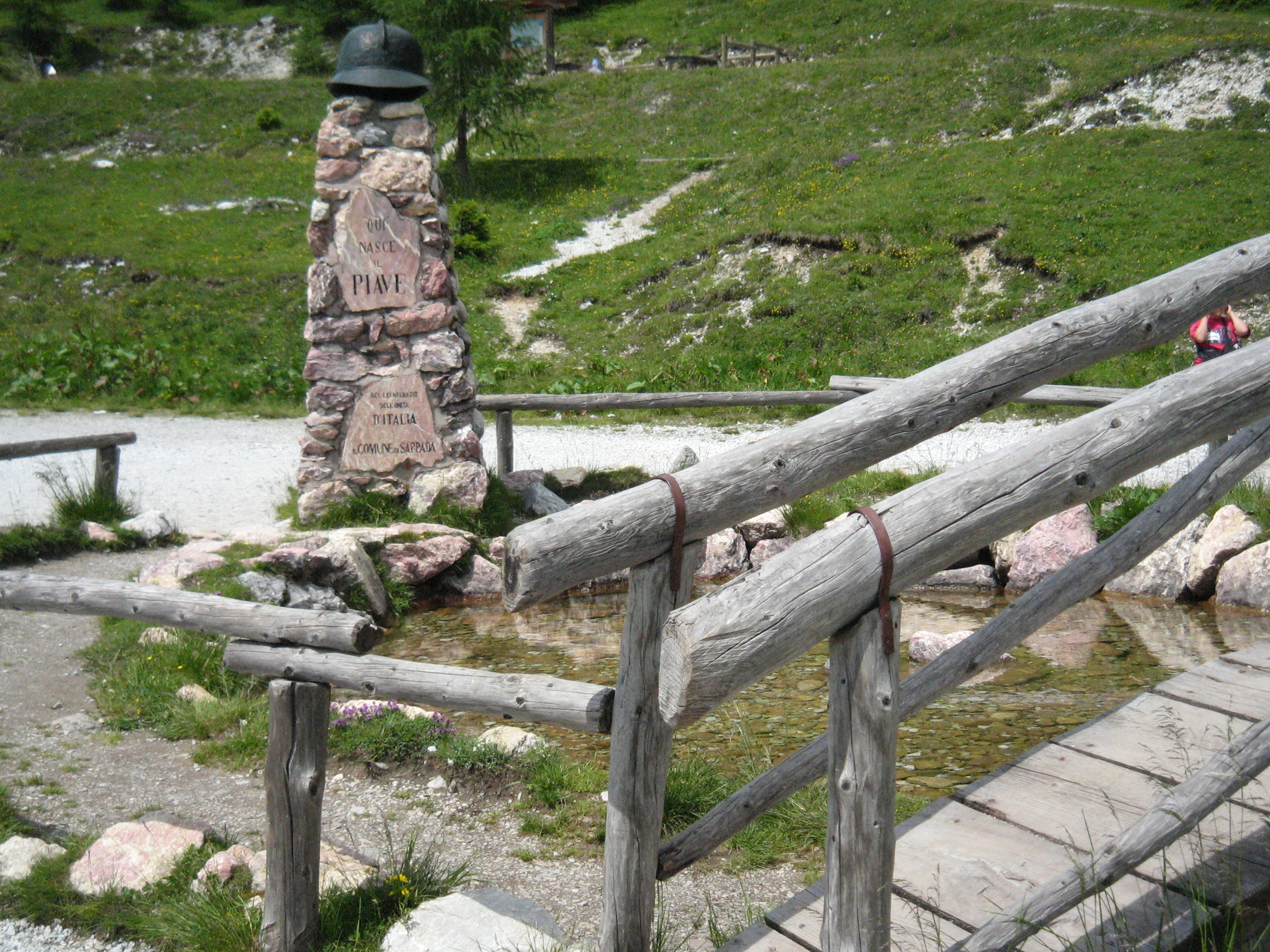
Le sorgenti del Piave (Sappada)

Le Alpi Carniche sono una sottosezione alpina, la meno elevata tra tutte le sottosezioni, appartenente alle Alpi Sud-orientali (Alpi Carniche e della Gail), comprendenti la Catena Carnica Principale e le Alpi di Tolmezzo (Carnia), situate tra le Dolomiti a ovest (Prealpi Carniche a sud-ovest) e le Alpi Giulie ad est, occupando in Italia il nord-ovest del Friuli-Venezia Giulia e parte del Veneto, e in Austria la parte meridionale della Carinzia ed una piccola parte del Tirolo.

## Toponimo
Prendono nome dalla Carnia, regione montuosa così denominata in quanto invasa nel V secolo a.C. dai Carni, (popolo definito da Polibio il più fiero e bellicoso della Venezia) di stirpe celtica, che calarono nel Friuli e incontrando la resistenza degli Heneti o Veneto-Illirici (penetrati tra il X e VIII secolo a.C. dalle valli del Danubio scacciando gli Euganei) si stabilirono qui.

## Definizione
Secondo la Partizione delle Alpi, e secondo i testi recenti su questa basati, le Alpi Carniche sono una sezione delle Alpi orientali
suddivise nei due gruppi:
- Alpi della Gail
- Alpi di Tolmezzo.

Secondo la Suddivisione Orografica Internazionale Unificata del Sistema Alpino (SOIUSA) del 2005 le Alpi Carniche sono una sottosezione alpina con la seguente classificazione:
- Grande parte = Alpi Orientali
- Grande settore = Alpi Sud-orientali
- Sezione = Alpi Carniche e della Gail
- Sottosezione = Alpi Carniche
- Codice = II/C-33.I

L'AVE parla di Catena Carnica Principale che corrisponde ai due primi supergruppi delle Alpi Carniche secondo la SOIUSA e questa Catena Carnica Principale la considera come il gruppo 57a di 75 nelle Alpi Orientali. Inoltre considera in forma più estesa le Prealpi Carniche inserendo in esse anche il terzo e quarto supergruppo delle Alpi Carniche secondo la SOIUSA, dette Alpi di Tolmezzo.

## Delimitazioni
Confinano:
- a nord con le Alpi della Gail (nella stessa sezione alpina) e separate dalla Sella di Kartitsch e dal corso del fiume Gail;
- ad est con le Caravanche (nelle Alpi di Carinzia e di Slovenia) e separate dal corso del fiume Slizza;
- a sud-est con le Alpi Giulie (nelle Alpi e Prealpi Giulie) e separate dalla Sella di Camporosso;
- a sud-est con le Prealpi Giulie (nelle Alpi e Prealpi Giulie);
- a sud con le Prealpi Carniche (nella stessa sezione alpina) e separate dal passo della Mauria;
- ad ovest con le Dolomiti di Sesto, di Braies e d'Ampezzo (nelle Dolomiti) e separate dal Passo di Monte Croce di Comelico;
- a nord-ovest con le Alpi Pusteresi (nelle Alpi dei Tauri occidentali) e separate dalla Val Pusteria.

Ruotando in senso orario i limiti geografici sono: Passo di Monte Croce di Comelico, Valle di Sesto, fiume Drava, Sella di Kartitsch, fiume Gail, Val Canale, Sella di Camporosso, Val Canale, Canal del Ferro, fiume Tagliamento, Passo della Mauria, fiume Piave, torrente Padola, Passo di Monte Croce di Comelico.

## Suddivisione
Secondo la SOIUSA le Alpi Carniche sono suddivise in quattro supergruppi, quattordici gruppi e trentanove sottogruppi:
- Catena Carnica Occidentale (A)[4]
  - Cresta Palombino-Vancomun-Piz delle Dodici (A.1)
    - Cresta Pontegrotto-Cavallino-Palombino (A.1.a)
      - Dorsale del Monte Cavallino (A.1.a/a)
      - Costiera Quaterna-Rosson (A.1.a/b)
      - Dorsale Palombino-Cima Vallona (A.1.a/c)

    - Costiera delle Crode dei Longerin (A.1.b)
    - Cresta Vancomun-Pietra Bianca (A.1.c)
      - Dorsale Croda Nera-Vancomun (A.1.c/a)
      - Dorsale Pietra Bianca-Piz delle Dodici (A.1.c/b)

  - Costiera Peralba-Rinaldo (A.2)
    - Massiccio Peralba-Avanza (A.2.a)
    - Sottogruppo del Rinaldo (A.2.b)

  - Cresta Fleons-Volaia (A.3)
    - Giogaia dei Fleones (A.3.a)
    - Cresta Bordaglia-Volaia (A.3.b)
      - Dorsale Bordaglia-Stallonkofel (A.3.b/a)
      - Monti di Volaia (A.3.b/b)

  - Cresta Coglians-Mooskofel (A.4)
    - Massiccio del Coglians (A.4.a)
      - Cresta del Coglians (A.4.a/a)
      - Dorsale del Crostis (A.4.a/b)
      - Cresta della Chianevate (A.4.a/c)

    - Sottogruppo del Mooskofel (A.4.b)
- Catena Carnica Orientale (B)[5]
  - Cresta Polinik-Cavallo di Pontebba(B.5)
    - Dorsale Polinik-Timau (B.5.a)
    - Dorsale Cuestalta-Hochwipfel (B.5.b)
    - Massiccio del Paularo (B.5.c)
    - Massiccio dello Zermula (B.5.d)
    - Dorsale Creta di Aip-Cavallo di Pontebba (B.5.e)

  - Cresta Gartnerkofel-Poludnig-Osternig (B.6)
    - Dorsale Gartnerkofel-Scinauz(B.6.a)
    - Dorsale Poludnig-Sagran (B.6.b)
    - Dorsale Osternig-Goriane (B.6.c)
- Alpi Tolmezzine Occidentali (C)
  - Gruppo Siera-Clap-Terze (o Dolomiti Pesarine) (C.7)
    - Sottogruppo del Siera (C.7.a)
      - Massiccio del Siera (C.7.a/a)
      - Dorsale del Pleros (C.7.a/b)

    - Sottogruppo dei Clap (C.7.b)
    - Sottogruppo delle Terze (C.7.c)

  - Gruppo Rioda-Col Gentile (C.8)
    - Dorsale Rioda-Novarza (C.8.a)
    - Massiccio del Col Gentile (C.8.b)

  - Giogaia del Bivera (C.9)
    - Massiccio del Tiarfin (C.9.a)
    - Massiccio del Bivera (C.9.b)
    - Massiccio di Tinisia (C.9.c)

  - Gruppo dei Brentoni (C.10)
    - Massiccio dei Brentoni (C.10.a)
    - Massiccio del Cornon (C.10.b)
    - Massiccio del Pupera Valgrande (C.10.c)
    - Massiccio del Crissin (C.10.d)
- Alpi Tolmezzine Orientali (D)
  - Gruppo dell'Arvenis (D.11)
    - Dorsale Tamai-Zoncolan (D.11.a)
    - Dorsale Arvenis-Claupa (D.11.b)
    - Dorsale del Dauda (D.11.c)

  - Gruppo del Tersadia (D.12)
  - Gruppo Sernio-Grauzaria (D.13)
    - Dorsale della Grauzaria (D.13.a)
    - Dorsale Sernio-Palasecca (D.13.b)
    - Dorsale dell'Amariana (D.13.c)

  - Gruppo dello Zuc del Bôr (D.14)
    - Dorsale Zuc del Bôr-Chiavals-Gleris (D.14.a)
    - Cresta di Vualt (D.14.b)
    - Costiera Crostis-Pisimoni (D.14.c)
    - Cresta della Slenza (D.14.d)

Si tenga presente che i due primi supergruppi vengono detti Catena Carnica Principale ed il terzo e quarto supergruppo formano le Alpi di Tolmezzo.

## Vette

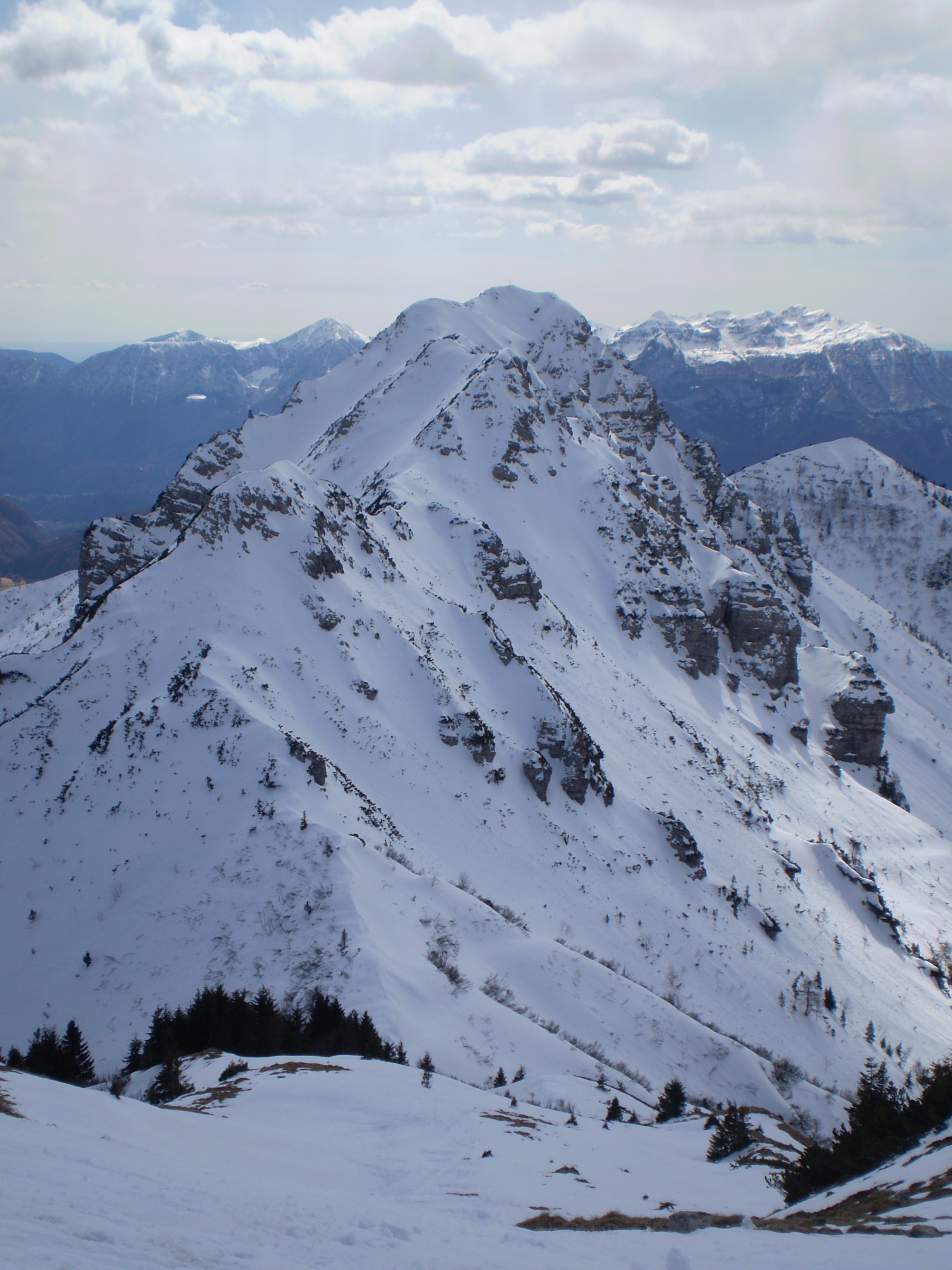
Monte Arvènis

La cima più alta delle alpi Carniche è il monte Coglians (2780 m), in provincia di Udine. Le altre principali cime sono:
- Creta delle Chianevate - 2769 m
- Monte Peralba - 2694 m
- Monte Cavallino - 2689 m
- Monte Terza Grande - 2586 m
- Monte Palombino - 2579 m
- Monte Brentoni - 2547 m
- Monte Fleons - 2507 m
- Col Quaternà - 2503 m
- Monte Bìvera - 2474 m
- Creta Forata - 2462 m
- Monte Chiadenis - 2459 m
- Monte Elmo - 2434 m
- Monte Tiarfin - 2417 m
- Monte Ferro - 2348 m
- Gailtaler Polinik - 2332 m
- Mooskofel - 2305 m
- Creta di Aip - 2279 m
- Monte Crostis - 2251 m
- Monte Cavallo di Pontebba - 2240 m
- Creta di Timau - 2217 m
- Gartnerkofel - 2195 m
- Zuc del Bor - 2195 m
- Monte Sernio - 2187 m
- Monte Zermula - 2143 m
- Monte Tinisa - 2120 m
- Col Gentile - 2075 m
- Creta Grauzaria - 2065 m
- Osternig - 2052 m
- Monte Paularo - 2043 m
- Monte Lodin - 2016 m
- Monte Tamai - 1970 m
- Monte Arvènis - 1968 m
- Monte Amariana - 1906 m
- Monte Zoncolan - 1750 m